# 雅镇 (卢瓦尔省)
雅镇（法語：Jas）是法国卢瓦尔省的一个市镇，属于蒙布里松区（Montbrison）弗尔县（Feurs）。该市镇总面积6.22平方公里，2009年时的人口为209人。

## 人口
雅镇人口变化图示